# Partit Obrer Socialdemòcrata Ucraïnès
El Partit Obrer Socialdemòcrata Ucraïnès (ucraïnès: Українська соціал-демократична робітнича партія Ukraïnsʹka sotsial-demokratychna robitnycha partiya USDRP) fou un partit polític marxista fundat el desembre del 1905 després de la implosió del Partit Revolucionari Ucraïnès. Aquest partit tindrà un paper clau en la creació de l'Estat d'Ucraïna el 1917 amb el Partit dels Socialistes Revolucionaris d'Ucraïna (UPSR).
Cal destacar, entre els seus membres fundadors a Dmitro Antonovytx, Dmitro Dontsov, Andrí Livitski, Borys Martos, Lev Matsyevytx, Isaac Mazepa Mykola Porx (ideòleg i primer líder), Símon Petliura i Volodímir Vinnitxenko.
L'USDRP adoptà el programa socialdemocrata alemany Erfurt. El 1906, l'USDRP patí detencions massives i es van produir molts conflictes a nivell intern. Al març del 1907, després del seu congrés, el partit estava en estat letàrgic. Tanamateix, els seus membres van col·laborar amb els menxevics i la Bund. Molts dels seus membres dirigents van fugir a Galítsia i Europa central, on es van unir oficialment al Partit Socialdemòcrata d'Ucraïna Spilka a finals de 1911.
Durant la Primera Guerra Mundial, molts d'ells estaven actius a la Unió per a l'Alliberament d'Ucraïna. En la primera dècada de la seva existència, l'USDRP va publicar Vil'na Ukraina (1906), Nasha Duma (1907) a Sant Petersburg, Borot'ba (1906), Slovo (1907-1909) a Kíev i Sotsiial-Demokrat (1907) a Poltava.
L'USDRP va ser reactivat després de la Revolució de Febrer de 1917. En la seva conferència a Kíev, el 17 i 18 d'abril de 1917, el partit va votar a favor de la independència d'Ucraïna i va donar suport a la creació d'una federació amb una Rússia democràtica. Més tard, va adoptar una posició a favor de la independència. El juliol de 1917 va tenir lloc el primer Congrés de treballadors ucraïnesos. Encara que l'USDRP van ser el partit més important d'Ucraïna, no tenia el suport de les masses per la seva postura cautelosa sobre la socialització de la terra.
No fou, amb tot, poc influent, atès que va participar activament en la direcció de la Rada Central, que estaba constituïda per una coalició amb el Partit Socialista. Volodímir Vinnitxenko va ser vicepresident de la Rada i també Secretari General. Símon Petliura, Mykola Porx, Valentyn Sadovsky i Mykhaïlo Tkaxenko ocuparen diverses carteres ministerials. Vinnitxenko va servir com a primer ministre fins al 30 de gener de 1918.
Sota el govern de dreta de l'Hetmanat l'USDRP van patir la repressió. Petliura i Vinnitxenko i altres líders foren empresonats. El partit va participar en la Unió Nacional d'Ucraïna que va dirigir la insurrecció victoriosa contra el govern de l'Hetmanat i l'exèrcit alemany. El partit llavors va prendre el poder el desembre de 1918, va restaurar la República popular ucraïnesa. Volodímir Vinnitxenko va ser president i Símon Petliura es va convertir en el comandant de l'Exèrcit. Volodímir Txekhivsky va servir com a primer ministre. Dmitro Antonovytx, Borys Martos, Borys Matiuixenko, Vassyl Mazurenko i Leonid Mykhaïliv van ostentar carteres ministerials fins al febrer de 1919.
Al quart congrés de l'USDRP, que va tenir lloc del 10 al 12 gener de 1919, es va produir una escissió. L'ala esquerra, que advocava per la primacia dels camperols i els consells de treballadors en una república socialista independent ucraïnès es va separar i va formar un nou partit del mateix nom. Per distingir-se de l'USDRP, van ser anomenats els independentistes. A nivell nacional, el partit va advocar per una República Soviètica d'Ucraïna independent i va acusar el Partit Comunista d'Ucraïna de ser una organització estrangera obsessionada amb la violència i que rebutjava els drets nacionals dels ucraïnesos. Van ser recolzats militarment per Danylo Zeleny, un senyor de la guerra que va lluitar contra els Blancs, els Rojos i les tropes del Directori.
Els independentistes van deixar oficialment l'USDRP al gener del 1919, en el sisè congrés del Partit. Aquesta darrer havia rebutjat la seva proposta de transformar la República Nacional Ucraïnesa en una república soviètica. Més tard, aquesta partit s'escindiria, i la seva ala esquerra esdevindria Els Borobistes, i els altres l'Ukapisty.
La facció majoritària de l'USDRP preconitzava la democràcia, la socialització progressiva dels sectors econòmics clau i la defensa de la República Popular d'Ucraïna i del seu Directori. Al Congrés del Treball, celebrat el gener de 1919, els delegats van votar a favor d'un parlament democràtic i la posada en marxa d'importants reformes socials.
Quan el nou Primer Ministre,, Serhy Ostapenko (no membre de l'USDRP) va començar les negociacions per arribar a un acord amb les potències de l'Entesaal febrer de 1919, l'USDRP demanà als seus membres en el Consell de Ministres Nacional de la República Nacional Ucraïnesa que renunciessin. Volodímir Vinnitxenko va dimitir i va emigrar amb els seus seguidors.
Va ser reemplaçat per Símon Petliura, que va renunciar a l'USDRP per esdevenir el nou cap del Directori de la República Nacional d'Ucraïna. Una part de l'USDRP restant a Ucraïna, inclosos als membres del Comitè Central, com Andrí Livitski, Ivan Romanxenko i Mykola Xadlun, va seguir donant suport al Directori. Borýs Martos es va convertir en primer ministre fins a l'agost, Livytsky viceprimer ministre, Isaac Mazepa, Xadlun i Hryhory Syrotenko obtingueren carteres. Mazepa va servir com a primer ministre des d'agost del 1919 fins al maig de 1920.
De 9 a 13 setembre de 1919, va tenir lloc una Conferència del Partit a Viena. Els membres del Comitè Central, entre els quals Volodímir Vinnitxenko va exigir que l'USDRP retirés el seu suport al Directori de Símon Petliura Després de perdre la votació sobre la moció, se'n va anar de l'USDRP i van formar una branca de la Ukapisty. Aquest és el Partit comunista ucraïnès més oposat al Partit Comunista d'Ucraïna constituït per la Rússia bolxevic.
Si bé l'USDRP no formava part del govern a l'exili de la República Popular d'Ucraïna, es va mantenir fidel i l'antic membre de l'USDRP Andrí Livitski, va servir com a primer ministre fins al 1947. Després de la Segona Guerra Mundial antics membres de USDRP va ajudar a fundar el Consell Nacional d'Ucraïna el 1947 i el Partit Socialista d'Ucraïna (1950). L'USDRP va ser prohibit a la Ucraïna soviètica.